# Dāvis Bertāns
Dāvis Bertāns, né le 12 novembre 1992 à Valmiera en Lettonie, est un joueur letton de basket-ball. Il mesure 2,08 m et évolue au poste d'ailier fort. Il est le frère de Dairis Bertāns.

## Biographie

### Union Olimpija (2010-2011)
En novembre 2010, il signe un contrat avec l'équipe slovène de l'Union Olimpija.
En juin 2011, il est choisi à la 42e position de la draft de la NBA par les Pacers de l'Indiana, puis envoyé aux Spurs de San Antonio. Fin 2011, l'Union Olimpija est en difficulté pour payer les salaires de ses joueurs.

### Partizan Belgrade (jan. 2012- 2014)
En janvier 2012, il signe un contrat jusqu'en 2015 avec le Partizan Belgrade.
En juin 2013, Bertāns se blesse au genou et revient à la compétition en mars 2014.

### Laboral Kutxa (2014-2016)
En juillet 2014, Bertāns quitte le Partizan et signe un contrat de 3 ans avec le Laboral Kutxa Saski Baskonia.
Lors de la saison 2014-2015, Bertāns est nommé meilleur joueur de la Liga lors de la 5e journée. En mars 2015, il se blesse de nouveau gravement au genou droit et manque toute la fin de la saison.

### Spurs de San Antonio (2016-2019)
En juillet 2016, il rejoint les Spurs de San Antonio.

### Wizards de Washington (2019-2022)
Le 7 juillet 2019, il est transféré aux Wizards de Washington dans un échange à trois équipes qui envoie DeMarre Carroll aux Spurs.
En novembre 2020, il re-signe avec les Wizards pour un contrat de 80 millions de dollars sur cinq ans.

### Mavericks de Dallas (2022-2023)
Le jour de la fermeture du marché des transferts, Dāvis est envoyé vers les Mavericks de Dallas avec Spencer Dinwiddie contre Kristaps Porziņģis.

### Thunder d'Oklahoma City (2023-2024)
Le soir de la draft 2023, il est transféré vers le Thunder d'Oklahoma City.

### Hornets de Charlotte (2024)
En février 2024, avec Tre Mann et Vasilije Micić, il est transféré aux Hornets de Charlotte en échange de Gordon Hayward.
Il est coupé par les Hornets à l'été 2024.

### Dubaï BC (depuis 2024)
En septembre 2024, il signe avec le jeune club émirati du Dubaï BC, venant d'intégrer la ligue adriatique. 

### Sélection nationale
Bertāns est sélectionné en équipe de Lettonie pour le Championnat d'Europe des 18 ans et moins en 2010 en Lituanie. La Lettonie finit troisième de la compétition et Bertāns est élu dans le meilleur cinq de la compétition avec Jonas Valančiūnas, Nikola Siladi, Deividas Pukis et Dmitri Koulaguine.

## Statistiques NBA

### Saison régulière
| Saison    | Équipe        | Matchs | Titul. | Min./m | % Tir | % 3pts | % LF | Rbds/m. | Pass/m. | Int/m. | Ctr/m. | Pts/m. |
| --------- | ------------- | ------ | ------ | ------ | ----- | ------ | ---- | ------- | ------- | ------ | ------ | ------ |
| 2016-2017 | San Antonio   | 67     | 6      | 12,1   | 44,0  | 39,9   | 82,4 | 1,46    | 0,69    | 0,30   | 0,42   | 4,52   |
| 2017-2018 | San Antonio   | 77     | 10     | 14,1   | 44,0  | 37,3   | 81,6 | 1,99    | 0,96    | 0,34   | 0,36   | 5,92   |
| 2018-2019 | San Antonio   | 76     | 12     | 21,5   | 45,0  | 42,9   | 88,3 | 3,47    | 1,32    | 0,46   | 0,43   | 7,97   |
| 2019-2020 | Washington    | 54     | 4      | 29,3   | 43,4  | 42,4   | 85,2 | 4,54    | 1,70    | 0,69   | 0,61   | 15,44  |
| 2020-2021 | Washington    | 57     | 7      | 25,7   | 40,4  | 39,5   | 87,0 | 2,95    | 0,86    | 0,58   | 0,23   | 11,49  |
| 2021-2022 | Washington    | 34     | 0      | 14,7   | 35,1  | 31,9   | 93,3 | 1,79    | 0,47    | 0,32   | 0,18   | 5,71   |
| 2021-2022 | Dallas        | 22     | 0      | 13,9   | 37,5  | 36,0   | 80,0 | 2,55    | 0,68    | 0,27   | 0,27   | 5,32   |
| 2022-2023 | Dallas        | 45     | 1      | 10,9   | 43,1  | 39,0   | 86,7 | 1,20    | 0,50    | 0,20   | 0,20   | 4,60   |
| 2023-2024 | Oklahoma City | 15     | 0      | 6,1    | 38,5  | 41,7   | 93,3 | 0,70    | 0,60    | 0,20   | 0,20   | 2,90   |
| 2023-2024 | Charlotte     | 28     | 1      | 20,8   | 39,4  | 37,5   | 88,9 | 1,80    | 0,90    | 0,80   | 0,30   | 8,80   |
| Carrière  | Carrière      | 475    | 41     | 18,0   | 42,2  | 39,6   | 86,3 | 2,40    | 0,90    | 0,40   | 0,40   | 7,70   |

### Playoffs
| Saison   | Équipe      | Matchs | Titul. | Min./m | % Tir | % 3pts | % LF  | Rbds/m. | Pass/m. | Int/m. | Ctr/m. | Pts/m. |
| -------- | ----------- | ------ | ------ | ------ | ----- | ------ | ----- | ------- | ------- | ------ | ------ | ------ |
| 2017     | San Antonio | 13     | 0      | 8,6    | 44,4  | 40,0   | 66,7  | 1,54    | 0,23    | 0,23   | 0,31   | 2,77   |
| 2018     | San Antonio | 5      | 0      | 16,5   | 16,7  | 18,8   | 72,7  | 2,20    | 1,20    | 0,40   | 0,00   | 3,40   |
| 2019     | San Antonio | 5      | 0      | 15,8   | 33,3  | 27,3   | 60,0  | 1,60    | 1,00    | 0,00   | 0,20   | 3,20   |
| 2021     | Washington  | 4      | 2      | 26,5   | 40,7  | 34,8   | 100,0 | 2,75    | 0,25    | 0,25   | 0,50   | 9,25   |
| 2022     | Dallas      | 18     | 0      | 10,7   | 40,0  | 37,3   | 83,3  | 1,44    | 0,33    | 0,44   | 0,11   | 4,06   |
| Carrière | Carrière    | 45     | 2      | 12,7   | 37,3  | 33,9   | 78,0  | 1,69    | 0,47    | 0,31   | 0,20   | 3,98   |

## Records sur une rencontre en NBA
Les records personnels de Dāvis Bertāns en NBA sont les suivants, :
| Type de statistique        | Saison régulière | Saison régulière          | Saison régulière | Playoffs | Playoffs                   | Playoffs      |
| Type de statistique        | Record           | Adversaire                | Date             | Record   | Adversaire                 | Date          |
| -------------------------- | ---------------- | ------------------------- | ---------------- | -------- | -------------------------- | ------------- |
| Points                     | 35               | Nuggets de Denver         | 17 février 2021  | 15       | 2 fois                     | 2 fois        |
| Paniers marqués            | 11               | 2 fois                    | 2 fois           | 5        | @ 76ers de Philadelphie    | 23 mai 2021   |
| Paniers tentés             | 20               | @ Heat de Miami           | 6 décembre 2019  | 10       | @ 76ers de Philadelphie    | 23 mai 2021   |
| Paniers à 3 points réussis | 9                | Nuggets de Denver         | 17 février 2021  | 4        | 3 fois                     | 3 fois        |
| Paniers à 3 points tentés  | 15               | Heat de Miami             | 8 mars 2020      | 8        | @ 76ers de Philadelphie    | 23 mai 2021   |
| Lancers francs réussis     | 9                | Bulls de Chicago          | 29 décembre 2020 | 4        | 2 fois                     | 2 fois        |
| Lancers francs tentés      | 10               | Hawks d'Atlanta           | 6 mars 2020      | 5        | @ Warriors de Golden State | 14 avril 2018 |
| Rebonds offensifs          | 4                | @ Heat de Miami           | 6 décembre 2019  | 2        | Warriors de Golden State   | 20 mai 2017   |
| Rebonds défensifs          | 10               | @ Celtics de Boston       | 13 novembre 2019 | 5        | 2 fois                     | 2 fois        |
| Rebonds totaux             | 10               | 2 fois                    | 2 fois           | 5        | 3 fois                     | 3 fois        |
| Passes décisives           | 6                | Trail Blazers de Portland | 8 avril 2022     | 3        | @ Warriors de Golden State | 24 avril 2018 |
| Interceptions              | 4                | Suns de Phoenix           | 29 janvier 2019  | 2        | 2 fois                     | 2 fois        |
| Contres                    | 4                | @ Thunder d'Oklahoma City | 3 décembre 2017  | 2        | @ Grizzlies de Memphis     | 22 avril 2017 |
| Balles perdues             | 6                | @ Bulls de Chicago        | 23 février 2020  | 3        | @ Warriors de Golden State | 16 mai 2017   |
| Minutes jouées             | 40               | Magic d'Orlando           | 3 décembre 2019  | 31       | 76ers de Philadelphie      | 29 mai 2021   |

- Double-double : 1
- Triple-double : 0

Dernière mise à jour : 26 juillet 2022

## Salaires
Les gains de Dāvis Bertāns en NBA sont les suivants :
| Saison      | Équipe                | Salaire      |
| ----------- | --------------------- | ------------ |
| 2016-2017   | Spurs de San Antonio  | 543 471 $    |
| 2017-2018   | Spurs de San Antonio  | 1 312 611 $  |
| 2018-2019   | Spurs de San Antonio  | 7 000 000 $  |
| 2019-2020   | Wizards de Washington | 7 000 000 $  |
| 2020-2021   | Wizards de Washington | 15 000 000 $ |
| 2021-2022   | Mavericks de Dallas   | 16 000 000 $ |
| 2022-2023   | Mavericks de Dallas   | 16 000 000 $ |
| 2023-2024   | Hornets de Charlotte  | 17 000 000 $ |
| Total Gains | Total Gains           | 79 856 082 $ |
| 2024-2025   | Hornets de Charlotte  | 16 000 000 $ |